# Rade Marjanović (hirurg)
Rade Marjanović (1926 — 1996) bio je primarijus, specijalista opšte hirurgije.

## Biografija
Rođen је u selu Trnavci, Aleksandrovac Župski u učiteljskoj porodici. Početak Drugog svetskog rata dočekao je u 8 razredu gimnazije gde je mobilisan za Sremski front i kao borac 6 Crnogorske brigade, s kojom je prošao borbeni put od Kruševca preko Kraljeva, Užica, Beograda, Srema, Bosne i preko Drine. To ga je naučilo trpljenju i takav je ostao do kraja života. Još u ratu se opredelio za medicinu, koju je upisao u Beogradu 1946 godine.U jesen 1948 godine upoznao je svoju buduću suprugu Radmilu koja je te godine upisala medicinu. U leto 1951 godine kao studenti (usled nedostatka lekarskog kadra) prijavili su se za vakcinaciju dece u aleksandrovačkom i kopaoničkom Srezu. Krećući se od sela do sela po obroncima Kopaonika i Željina, prevaljujući veliki deo puta na konjima.Mladi budući lekari su se osećali kao pioniri koji su krčili put u budućnost.
Sredinom 1953. godine kada je Rade diplomirao, trebao doneti odluku: da li će ostati u Beogradu gde mu se nudio posao na klinici, ili će u provinciju.I on i njegova supruga su osećali da su se već vezali za taj planinski kraj, skromni čestiti planinski narod i da kao lekari tamo najbolje mogu da pomognu.Ta vezanost je ostala čak i kada su nešto kasnije prešli u kruševačku bolnicu.Ljudi sa Kopaonika su tražili dr Marjanovića, da im pomogne ne samo kao lekar nego i kao čovek. On je za njih uvek imao vremena. U leto iste godine su dr Rade i njegova supruga stigli čezom iz Trnavaca, preko Šljivova i Botunje do visokog prevoja Slave odakle su ugledali mestašce na jednoj zaravni iznad koga se uzdizao Kopaonik.Bio je to Brus.Nakon nekoliko meseci vraća se sa porodicom u Beograd da završi pripravnički staž, tada se upoznaje sa Prof.dr Vukanom Čupićem, osnivačem instituta za majku i dete u Beogradu. Postali su dobri prijatelji i saradnici, cenio je entuzijazam sa kojim Dr Marjanović priča o svom budućem poslu tako da je po njegovom savetu završio kurs „Socijalne pedijatrije“ i bio osposobljen za rad sa decom.Baš u to vreme je bio na stažu kod  prof. Jovčića na dečjoj hirurgiji, oduševljen Radetovom nadarenošću za hirurgiju predložio mu je da ostane kod njega na klinici u Tiršovoj. Bilo je to veliko iskušenje za mladog Dr Marjanovića, ali je ostao dosledan-vraća se u Brus.Leta 1954 godine u saradnji sa UNICEF-om formirana je grupa lekara, u koju je bio pozvan Dr Marjanović, za obilazak dečijih ustanova po užoj Srbiji i Kosovu.Prvu sliku o bolnici u Brusu stekao je kada je počeo da radi u njoj,1.septembra 1954 godine, najpre se angažovao za izgradnju ograde oko kompletnog bolničkog kompleksa i time uveo vreme trajanja poseta bolesnicima.Nešto kasnije pojavljuje se epidemija tuberkuloze, kako bi na vreme otkrili bolest i preuzeli mere lečenja, dr Marjanović je od napustenog objekta u krugu bolnice napravio rendgen odeljenje. Ubrzo je novac obezbeđen za kupovinu aparata. Obratio se svom ratnom drugu koji je bio direktor prodaje EI Jugorendgen iz Niša. I iz kontigenta spremljenog za izvoz uspeo je da rendgen aparat "Moravica" donese u Brus. Takođe je uz veliku pomoć dr Marjanovica i uz pomoć Instituta za majku i dete u Beogradu, 1957 godine izgrađeno dečije odeljenje u Brusu.
Maja 1957. godine u Brus dolazi Dr Milutin Jelenković direktor Opšte bolnice u Kruševcu ponudivši mladom Dr Marjanoviću premeštaj u skoro zapuštenu bolnicu uz čiju pomoć želi da stvori uglednu zdravstvenu ustanovu.Dr Marjanović prihvata poziv i za nepunih 10 godina Kruševačka Bolnica je zvanično uvršćena u prvu kategoriju zdravstvenih ustanova u Srbiji.
U Opstoj Bolnici u Kruševcu je radio do penzionisanja 1991 godine.Zatim se preselio u Beograd. 
Slobodno vreme provodio je u Trnavcima svom rodnom selu, u svom voćnjaku i domu koji je gradio sa posebnim detaljima u kojima bi uživao u društvu porodice i prijatelja.
U Trnavcima je uz njegovu pomoć u nabavci materijala i inicijativu izgrađena vodovodna mreža, takođe dao je i svoj veliki dobrinos u izgranji zdravstvene ambulante.

## Literatura
- Jeličić Aranđel:"Jedan vek zdravstva u Brusu".Str.80-93.Kruševac:Bagdala,1998. COBISS.SR-ID 64577804